# Linia kolejowa Pļaviņas – Gulbene
Linia kolejowa Pļaviņas – Gulbene – linia kolejowa na Łotwie łącząca stację Pļaviņas ze stacją Gulbene.
Linia na całej długości jest niezelektryfikowana i jednotorowa. Stacja Gulbene jest ślepa, jest jednak możliwość przesiadki na biegnącą dalej kolej wąskotorową.

## Historia
Linia powstała w 1903 jako część wąskotorowej (750 mm) linii Valka - Pļaviņas. W latach 1915–1916 jej odcinek Pļaviņas – Gulbene przekuto do rozstawu szerokotorowego. Podczas I wojny światowej wybudowano połączenie linii przez Gulbene ze stacjami Ieriķi i Pytałowo, zlikwidowane po 1991.
Linia początkowo leżała w Imperium Rosyjskim, w latach 1918 - 1940 położona była na Łotwie, następnie w Związku Sowieckim (1940 - 1991). Od 1991 ponownie znajduje się w granicach niepodległej Łotwy.